# Synallaxe à gorge jaune
Certhiaxis cinnamomeus
Espèce
Le Synallaxe à gorge jaune (Certhiaxis cinnamomeus) est une espèce d'oiseaux de la famille des Furnariidae.

## Répartition

Cette espèce vit en Amérique du Sud, de la Colombie à l'Uruguay.

## Taxinomie
Selon le Congrès ornithologique international et Alan P. Peterson il existe huit sous-espèces :
- Certhiaxis cinnamomeus fuscifrons (Madarász, 1913)
- Certhiaxis cinnamomeus marabinus Phelps & Phelps Jr, 1946
- Certhiaxis cinnamomeus valencianus J.T. Zimmer & Phelps, 1944
- Certhiaxis cinnamomeus orenocensis J.T. Zimmer, 1935
- Certhiaxis cinnamomeus cinnamomeus (J.F. Gmelin, 1788)
- Certhiaxis cinnamomeus pallidus J.T. Zimmer, 1935
- Certhiaxis cinnamomeus cearensis (Cory, 1916)
- Certhiaxis cinnamomeus russeolus (Vieillot, 1817)